# ۴۰۳ (میلادی)
۴۰۳ (میلادی) چهارصد  و سومین سال تقویم میلادی است.

## درگذشتگان
‎